# Гаганица
Гаганица (болг. Гаганица) — село в Болгарии. Находится в Монтанской области, входит в общину Берковица. Население составляет 372 человека.

## Политическая ситуация
В местном кметстве Гаганица, в состав которого входит Гаганица, должность кмета (старосты) исполняет Емил  Перванов Миладинов (независимый) по результатам выборов.
Кмет (мэр) общины Берковица — Милчо Михайлов Доцов (независимый) по результатам выборов.